# Палеотрагусы
Палеотрагусы (лат. Palaeotragus, от др.-греч. πᾰλαιός τράγος — древний козёл) — род вымерших примитивных млекопитающих из семейства жирафовых. Были распространены в Африке и Евразии с миоцена по плиоцен (20,44—2,58 млн лет назад).

## Описание
Род возник, вероятнее всего, в Африке около 20 млн лет назад. Обитали на открытых пространствах, населяя саванны и редколесье на территории Африки. Около 10 млн лет назад расселились по территории Евразии, разделившись на две ветви — европейскую и азиатскую. Европейские представители рода вымерли около 5,5 млн лет назад, азиатские — 2,6 млн лет назад. Последние особи палеотрагусов обитали на территории Забайкалья.
Палеотрагусы были высотой чуть более 2 метров в холке. Шея его была намного короче, чем у современного жирафа, а туловище длиннее. Передние и задние конечности почти такие же. Известны по нескольким находкам. Один из первых черепов найден на территории Греции. Предположительно питались древесной растительностью.

## Виды
- Palaeotragus primaevus — более древний вид, ископаемые остатки которого находят в пластах раннего и среднего миоцена. Отличается от P. germaini отсутствием рогов и меньшей высотой — около 2 м.
- Palaeotragus germaini принадлежит к позднему миоцену. Достигал высоты около 3 м и внешним видом напоминал жирафа с короткой шеей.